# Brookfield, Skottland
Brookfield är en by i Renfrewshire i Skottland. Byn är belägen 86 km 
från Edinburgh. Orten har 560 invånare (2016).